# Мои счастливые звёзды
«Мои счастливые звёзды» (буквальный перевод китайского названия — «Превосходное сияние счастливых звёзд») — кинофильм 1985 года. Фильм в основном является комедией, полной незатейливого юмора, характерного для фильмов Саммо Хуна, а также содержит ряд впечатляющих каскадёрских трюков и продолжительных сцен с боевыми искусствами.

## Сюжет
Двоих гонконгских полицейских направляют в Токио, для того чтобы они поймали своего бывшего коллегу, который похитил бриллианты и бежал в Японию. В Японии беглец оказывается под защитой преступного клана ниндзя: они берут в плен одного из преследовавших его полицейских, Рики Фунга (Юэнь Бяо), и «засвечивают» другого, по кличке «Здоровяк» (Джеки Чан). Тогда, не видя иного выхода из сложившейся ситуации, Здоровяк вызывает в Японию своих старых друзей по сиротскому приюту, с которыми он некогда состоял в «банде сирот», пока не стал полицейским. Они не «запятнаны» работой в полиции, и благодаря особой легенде клан ниндзя должен взять их под защиту. Гонконгская полиция по просьбе Здоровяка подставляет банду сирот и вынуждает их отправиться в Токио. Сироты — забавная и разношёрстная публика, прибывают в Токио и действительно в одном из подпольных игорных клубов попадают в поле зрения ниндзя. Но их легенда быстро рушится, и ниндзя захватывают их в заложники, всех кроме Чайника (Само Хун). Чтобы освободить друзей, Чайник и Здоровяк атакуют скрытое убежище ниндзя.

## В ролях
- Само Хун — Чайник (в других переводах: Мастак, Игрун)
- Сибелль Ху — Барбара Ву
- Джеки Чан — Здоровяк (в других переводах: Мускул)
- Юэнь Бяо — Рики Фунг
- Ричард Нг — Сэнди (в других переводах: Колдун)
- Эрик Цан — Красавчик
- Чарли Чин — Херб
- Стэнли Фан — Роухайд
- Дик Вэй — бандит
- Боло Йен — обманутый миллионер, камео
- Митико Нисиваки — женщина из якудзы
- Лам Чинъин — полицейский

## Факты
- Этот фильм был призван развить успех другого фильма — «Победители и грешники», который Саммо Хун снял в 1983 году[1][2].
- В фильме снялась знаменитая японская женщина-бодибилдер Митико Нисиваки[3].
- Фильм номинировался на 5-ю Гонконгскую кинопремию за лучшую хореографию боевых сцен[4][5][6][7].
- Во время сцены в парке аттракционов Джеки Чан носит костюм персонажа Аралэ Норимаки из популярного в Японии телесериала «Dr. Slump» сценариста Акиры Ториямы[8]. Этот же костюм представлен на постере позади Джеки. Фильм «Мои счастливые звёзды» во многом был рассчитан именно на японскую публику.